# غزو الحلفاء الغربيين لألمانيا
تم تنسيق غزو الحلفاء الغربيين لألمانيا من قبل حلفاء الحرب العالمية الثانية خلال الأشهر الأخيرة من القتال في المسرح الأوروبي في الحرب العالمية الثانية. استعدادًا لغزو الحلفاء لألمانيا، تم وضع سلسلة من العمليات الهجومية للاستيلاء على الضفة الشرقية والضفة الغربية لنهر الراين والاستيلاء عليها. بدأ غزو الحلفاء لألمانيا بقيام الحلفاء الغربيين بعبور نهر الراين في 22 مارس 1945 قبل أن يتفوقوا ويتغلبوا على كل ألمانيا الغربية من البلطيق في الشمال إلى ممرات جبال الألب في الجنوب، حيث يرتبطون بقوات الولايات المتحدة الخامسة في إيطاليا.  بالاقتران مع السيطرة على بيرتشسغادن، سحق أي أمل للقيادة النازية في شن الحرب من ما يسمى «المعقل الوطني» أو الهرب عبر جبال الألب، وأعقبه استسلام ألماني غير مشروط في 8 مايو 1945. هذا هو المعروف باسم «حملة أوروبا الوسطى» في تاريخ الولايات المتحدة العسكرية.
بحلول أوائل عام 1945، أنقلبت الكفة لصالح قوات الحلفاء في أوروبا. على الجبهة الغربية، كان الحلفاء يقاتلون في ألمانيا بحملات ضد خط سيغفريد منذ معركة آخن ومعركة غابة هورتغن في أواخر عام 1944 وبحلول يناير 1945 دفعت الألمان إلى نقطة انطلاقهم خلال معركة الثغرة. أستنفذ هذا الهجوم الاحتياطي الإستراتيجي لألمانيا، تاركا إياها غير مستعد لمقاومة حملات الحلفاء الأخيرة في أوروبا. خسائر إضافية في راينلاند أضعفت الجيش الألماني، تاركة بقايا محطمة من الوحدات للدفاع عن الضفة الشرقية لنهر الراين. في 7 آذار / مارس، استولى الحلفاء على آخر نقطة سليمة على طول نهر الراين في رماغن، وأنشأوا جسرًا كبيرًا على الضفة الشرقية للنهر. خلال عملية Lumberjack، عملية النهب والعملية التي تم إجراؤها في مارس 1945، قدرت الخسائر الألمانية خلال شهري فبراير ومارس 1945 بنحو 400000 رجل، من بينهم 280.000 رجل أسير حرب. 
على الجبهة الشرقية، استولى الجيش الأحمر السوفياتي (بما في ذلك القوات المسلحة البولندية في الشرق تحت القيادة السوفيتية) بالتزامن مع الحلفاء الغربيين، على معظم بولندا وبدأ هجومهم على ألمانيا الشرقية في فبراير 1945، وبحلول مارس أقتربو جدا من برلين. كان التقدم الأولي إلى رومانيا، الهجوم الأول Jassy - Kishinev في أبريل ومايو 1944 فاشلاً؛ الهجوم الثاني في أغسطس نجح. اندفع الجيش الأحمر أيضًا إلى المجر (هجوم بودابست) وشرق تشيكوسلوفاكيا وتوقف مؤقتًا عند الحدود الألمانية الحديثة على خط أودر - نايسه. هذه التطورات السريعة على الجبهة الشرقية دمرت وحدات قتالية ألمانية إضافية وقيّدت بشدة قدرة الفوهرر أدولف هتلر على تعزيز دفاعاته في الراين. مع قيام الحلفاء الغربيين باستعدادات نهائية لهجومهم القوي على قلب ألمانيا، أصبح النصر وشيكًا.

## ترتيب المعركة

### قوات التحالف
في بداية عام 1945، كان لدى القائد الأعلى لقوات المشاة المتحالفة على الجبهة الغربية، الجنرال دوايت أيزنهاور، 73 فرقة تحت قيادته في شمال غرب أوروبا، منها 49 فرقة مشاة و20 فرقة مدرعة وأربعة فرق محمولة جوا. تسعة وأربعون من هذه الانقسامات كانت أمريكية و12 بريطانية وثمانية فرنسية وثلاثة كندية وواحدة بولندية. وصلت سبعة فرق أمريكية أخرى خلال شهر فبراير،  إلى جانب فرقة المشاة البريطانية الخامسة والفيلق الكندي الأول، وقد وصل كلاهما من القتال على الجبهة الإيطالية. مع بدء غزو ألمانيا، كان لدى أيزنهاور ما مجموعه 90 فرقة كاملة تحت قيادته، مع وصول عدد التشكيلات المدرعة الآن إلى 25. أمتدت جبهة الحلفاء على طول نهر الراين على 450 ميل (720 كـم) من مصب النهر في بحر الشمال في هولندا إلى الحدود السويسرية في الجنوب. 
تم تنظيم قوات الحلفاء على طول هذا الخط في ثلاث مجموعات للجيش. في الشمال، من بحر الشمال إلى نقطة حوالي 10 ميل (16 كـم) شمال مدينة كولونيا، كانت المجموعة الحادية والعشرون بقيادة المشير الميداني برنارد مونتغمري. ضمن المجموعة الحادية والعشرين للجيش، احتل الجيش الكندي الأول (بقيادة هاري كريرار) الجهة اليسرى من خط الحلفاء، مع الجيش البريطاني الثاني (مايلز سي. ديمبسي) في الوسط والجيش الأمريكي التاسع (ويليام هود سيمبسون) إلى الجنوب. عقد منتصف خط الحلفاء من الجهة اليمنى للجيش التاسع إلى نقطة حوالي 15 ميل (24 كـم) جنوب ماينز كانت مجموعة الجيش الثانية عشرة تحت قيادة الفريق عمر برادلي. كان لدى برادلي جيشان أمريكيان، الجيش الأمريكي الأول (كورتني هودجز) على اليسار (الشمال) والجيش الأمريكي الثالث (جورج إس. باتون) على اليمين (جنوبًا). استكملت خط الحلفاء على الحدود السويسرية المجموعة السادسة للجيش بقيادة الليفتنانت جنرال جاكوب ل. ديفيرز، مع الجيش الأمريكي السابع (ألكساندر باتش) في الشمال والجيش الفرنسي الأول (جان دي لاتري دي تاسيني) في الجنوب، الجناح. 
عندما قامت هذه المجموعات الثلاث من الجيش بتطهير الفيرماخت غرب نهر الراين، بدأ آيزنهاور في إعادة التفكير في خططه للدفع النهائي عبر نهر الراين وقلب ألمانيا. في الأصل، كان أيزنهاور يخطط لسحب جميع قواته إلى الضفة الغربية لنهر الراين، باستخدام النهر كحاجز طبيعي للمساعدة في تغطية الأجزاء غير النشطة من خطه. كان الهدف الرئيسي وراء النهر هو أن يصنع في الشمال مجموعة مونتغمري 21 للجيش، التي كانت عناصرها تتجه شرقًا إلى منعطف مع الجيش الأمريكي الأول حيث أحرز تقدمًا ثانويًا شمال شرق ادنى نهر الرور. إذا نجحت، فإن حركة الكماشة ستغطي منطقة الرور الصناعية، مما يحيد أكبر تركيز للقدرة الصناعية الألمانية المتبقية. 

### القوات الألمانية
تواجه الحلفاء وقيادة الجيش الألماني في الغرب بقيادة فيلد مارشال ألبرت كسلرنغ، الذي تولاها من الفيلد مارشال غيرد فون رونتشتيت في 10 مارس اذار. على الرغم من أن كسلرنغ حقق سجلاً رائعًا كخبير استراتيجي دفاعي في الحملة الإيطالية، إلا أنه لم يكن لديه الموارد اللازمة لعمل دفاع متماسك. أثناء القتال غرب نهر الراين حتى مارس 1945، تم تخفيض الجيش الألماني على الجبهة الغربية إلى 26 فرقة فقط، تم تنظيمها في ثلاث مجموعات للجيش (حاء وباء وجيم). كان هناك القليل من التعزيزات أو لا شيء على الإطلاق، حيث واصل فريق القيادة العليا للفيرماخت تركيز معظم القوات ضد السوفيات؛ قدر أن الألمان كان لديهم 214 فرقة على الجبهة الشرقية في أبريل. 
في 21 آذار / مارس، أصبح مقر قيادة مجموعة الجيوش «أوبيربيهلشبير نوردويست» (قيادة الجيوش الشمالية الغربية) بقيادة إيرنست بوش وهو يخلف قائد المجموعة العسكرية السابق «يوهانس بلاسكويتز» لقيادة «قيادة الجيوش الهولندية» (الجيش الخامس والعشرون) في هولندا. كانت الوحدة الرئيسية لبوش هي جيش المظليين الألماني الأول - لتشكيل الجناح الأيمن من الدفاعات الألمانية. في وسط الجبهة، ودفاعًا عن الرور، كاوضع ن كيسلرينج الفيلد مارشال والثر موديل قائدًا لمجموعة الجيوش ب (الجيش الخامس عشر وجيش بانزر الخامس) وفي الجنوب مجموعة بول هوسر (الجيش السابع والجيش الأول والجيش التاسع عشر).  

## العمليات
في 19 مارس، طلب أيزنهاور من برادلي إعداد الجيش الأول للعبور من جسر ريماجين في أي وقت بعد 22 مارس. في نفس اليوم، واستجابة للوجود القوي الجيش الثالث في منطقة سار بالاتينات، وللقوة القوية الأخرى على الضفة الشرقية لنهر الراين التي تحرس الجناح الأول للجيش، أعطى برادلي باتون الضوء الأخضر لهجوم من نهر الراين في أقرب وقت ممكن. 
كانت هذه هي بالضبط الأوامر التي كان باتون يأمل بها، وشعر أنه إذا تم إلقاء قوة قوية بما فيه الكفاية عبر النهر فستحقق مكاسب كبيرة، فقد يقوم أيزنهاور بنقل المسؤولية عن القيادة الرئيسية عبر ألمانيا من مجموعة مونتغمري العسكرية الحادية والعشرين إلى برادلي الثانية عشرة. كما أعرب باتون عن تقديره للفرصة التي أتيحت له الآن للتغلب على مونتغمري عبر النهر والفوز بالجيش الثالث بالتمييز المطلق المتمثل في جعله أول هجوم على نهر الراين في التاريخ الحديث. لإنجاز هذا، كان عليه أن يتحرك بسرعة. 
في 21 مارس، أمر باتون فيلقه الثاني عشر بالاستعداد لهجوم على نهر الراين في الليلة التالية، قبل يوم واحد من عبور مونتغمري المقرر. في حين أن هذا كان مهلة قصيرة. بمجرد أن تلقى باتون أوامره في 19 من أجل عبور الحدود، بدأ في إرسال قوارب هجومية وسد معدات ولوازم أخرى إلى الأمام من المستودعات في لورين حيث تم تخزينها منذ الخريف توقعًا لمثل هذه الفرصة. رؤية هذه المعدات تتحرك صعودا، لا يحتاج جنود خط المواجهة له أي أوامر من القيادة العليا لإخبارهم ماذا يعني ذلك. 

### استسلام ألماني (8 مايو)

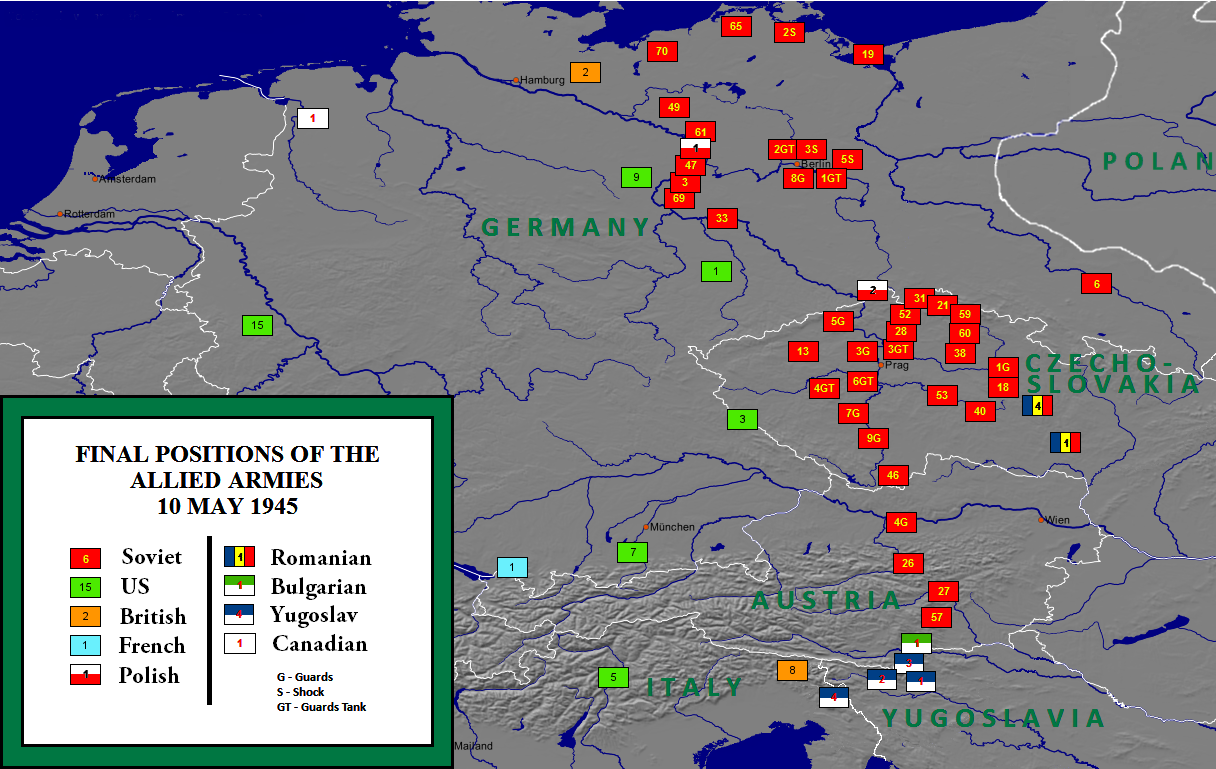
المواقف النهائية لجيوش الحلفاء، مايو 1945

بحلول نهاية أبريل، كان الرايخ الثالث في حالة يرثى لها. من الأراضي التي كانت لا تزال تحت السيطرة النازية، لم يكن أي منها في ألمانيا. مع طريق هروبه إلى الجنوب الذي قطعته حملة مجموعة الجيش الثانية عشرة شرقًا وبرلين أصبحت محاصرة من طرف السوفييت، انتحر هتلر في 30 أبريل، تاركًا لخليفته الأدميرال كارل دونيتز، مهمة الاستسلام. بعد محاولة إبرام صفقة لم يستسلم خلالها إلا إلى الحلفاء الغربيين، وهو الاقتراح الذي تم رفضه بشكل فوري في 7 مايو، منح دونيتز لممثله، ألفريد بودل، تصريحًا لتنفيذ استسلام كامل على جميع الجبهات. تم التوقيع على الوثائق المناسبة في نفس اليوم وأصبحت سارية في 8 مايو. على الرغم من المقاومة المتناثرة من بعض الوحدات المعزولة، فقد انتهت الحرب في أوروبا. 

## ميراث
وصف العديد من القادة السياسيين الألمان الغزو بأنه «تحرير»، بما في ذلك الرئيس ريتشارد فون فايتسكر في عام 1985  والمستشارة أنجيلا ميركل في عام 2019. وفقا لشيكاغو تريبيون، «على مر العقود، تطورت مواقف الألمان من الحرب من الشعور بالهزيمة إلى شيء أكثر تعقيدا بكثير».

## الحواشي
1. ↑  Szélinger & Tóth 2010، صفحة 94.
2. ↑  MacDonald 2005، صفحة 322.
3. ↑  Includes 25 armored divisions and 5 airborne divisions. Includes 55 American divisions, 18 British divisions, 11 French divisions, 5 Canadian divisions, and 1 Polish division, as well as several independent brigades. One of the British divisions arrived from Italy after the start of the campaign.
4. ↑  "Tanks and AFV News", January 27, 2015. Zaloga gives the number of American tanks and tank destroyers as 11,000. The Americans comprised 2/3 of the Allied forces, and other Allied forces were generally equipped to the same standard. نسخة محفوظة 16 نوفمبر 2019 على موقع واي باك مشين.
5. 1 2  MacDonald 2005، صفحة 478.
6. ↑  S. L. A. Marshall. ["On Heavy Artillery: American Experience in Four Wars"]. Journal of the US Army War College. Page 10. "The ETO", a term generally only used to refer to American forces in the Western European Theater, fielded 42,000 pieces of artillery; American forces comprised approximately 2/3 of all Allied forces during the campaign.
7. ↑  Glantz 1995، صفحة 304.
8. ↑  Zimmerman 2008، صفحة 277.
9. ↑  "Tanks and AFV News", January 27, 2015. Quoting an estimate given in an interview with Steven Zaloga. نسخة محفوظة 16 نوفمبر 2019 على موقع واي باك مشين.
10. ↑  Alfred Price. Luftwaffe Data Book. Greenhill Books. 1997. Total given for serviceable Luftwaffe strength by April 9, 1945 is 3,331 aircraft. See: Luftwaffe serviceable aircraft strengths (1940–45).
11. ↑  Dept of the Army 1953، صفحة 92.
12. ↑  Stacey & Bond 1960، صفحة 611.
13. ↑  
  - الولايات المتحدة General George Marshall estimated about 263,000 German battle deaths on the Western Front for the period from 6 June 1944 to 8 May 1945, or a longer period (George C Marshall, Biennial reports of the Chief of Staff of the United States Army to the Secretary of War : 1 July 1939-30 June 1945. Washington, DC : Center of Military History, 1996. Page 202).
  - West German military historian Burkhart Müller-Hillebrand (Das Heer 1933–1945 Vol 3. Page 262) estimated 265,000 dead from all causes and 1,012,000 missing and prisoners of war on all German battlefronts from Jan 1, 1945 - April 30, 1945. No breakdown of these figures between the various battlefronts was provided.
  - الولايات المتحدة Army historian Charles B. MacDonald (The European Theater of Operations: The Last Offensive, Center of Military History, United States Army, Washington D.C., 1993, page 478) holds that "exclusive of prisoners of war, all German casualties in the west from D-day to V–E Day probably equaled or slightly exceeded Allied losses". In the related footnote he writes the following: "The only specific figures available are from OB WEST for the period 2 June 1941–10 April 1945 as follows: Dead, 80,819; wounded, 265,526; missing, 490,624; total, 836,969. (Of the total, 4,548 casualties were incurred prior to D-day.) See Rpts, Der Heeresarzt im Oberkommando des Heeres Gen St d H/Gen Qu, Az.: 1335 c/d (IIb) Nr.: H.A./263/45 g. Kdos. of 14 Apr 45 and 1335 c/d (Ilb) (no date, but before 1945). The former is in OCMH X 313, a photostat of a document contained in German armament folder H 17/207; the latter in folder 0KW/1561 (OKW Wehrmacht Verluste). These figures are for the field army only, and do not include the Luftwaffe and Waffen-SS. Since the Germans seldom remained in control of the battlefield in a position to verify the status of those missing, a considerable percentage of the missing probably were killed. Time lag in reporting probably precludes these figures' reflecting the heavy losses during the Allied drive to the Rhine in March, and the cut-off date precludes inclusion of the losses in the Ruhr Pocket and in other stages of the fight in central Germany."
  - German military historian Rüdiger Overmans (Deutsche militärische Verluste im Zweiten Weltkrieg, Oldenbourg 2000, pp.265-272) maintains, based on extrapolations from a statistical sample of the German military personnel records.(see خسائر ألمانيا في الحرب العالمية الثانية), that the German armed forces suffered 1,230,045 deaths in the "Final Battles" on the Eastern and Western fronts from January to May 1945. This figure is broken down as follows (p. 272): 401,660 killed, 131,066 dead from other causes, 697,319 missing and presumed dead. According to Overmans the figures are calculated at "todeszeitpunkt" the point of death, which means the losses occurred between January to May 1945. The number of POW deaths in Western captivity calculated by Overmans, based on the actual reported cases is 76,000 (p. 286). Between 1962 and 1974 by a German government commission, the Maschke Commission put the figure at 31,300 in western captivity.(p. 286) Overmans maintains (pp. 275, 279) that all 1,230,045 deaths occurred during the period from January to May 1945. He states that there is not sufficient data to give an exact breakout of the 1.2 million dead in the final battles (p.174). He did however make a rough estimate of the allocation for total war losses of 5.3 million; 4 million (75%) on the Eastern front, 1 million (20%) in the West and 500,000 (10%) in other theaters. Up until Dec. 1944 losses in the West were 340,000, this indicates losses could be 400,000 to 600,000 deaths in the Western theater from January to May 1945 (p.265). Overmans does not consider the high losses in early 1945 surprising in view of the bitter fighting, he notes that there were many deaths in the Ruhr pocket (p.240) According to Overmans the total dead including POW deaths, in all theaters from Jan-May 1945 was 1,407,000 (January-452,000; February-295,000; March-284,000; April-282,000; May-94,000) No breakout by theater for these losses is provided.(p.239) نسخة محفوظة 1 مايو 2017 على موقع واي باك مشين.
14. ↑  Rüdiger Overmans, Soldaten hinter Stacheldraht. Deutsche Kriegs-gefangene des Zweiten Weltkrieges. Ullstein Taschenbuchvlg., 2002. p.273 During the period January to March 1945 the POW's held Western Allies increased by 200,000; During the period April to June 1945 the number increased to 5,440,000. These figures do not include POWs that died or were released during this period. (see Disarmed Enemy Forces).
15. ↑  Fifth Army History • Race to the Alps, Chapter VI : Conclusion "On 3 May the 85th and 88th [Infantry] Divisions sent task forces north over ice and snow 3 feet deep to seal the Austrian frontier and to gain contact with the American Seventh Army, driving southward from Germany. The 339th Infantry [85th Division] reached Austrian soil east of Dobbiaco at 0415, 4 May; the Reconnaissance Troop, 349th Infantry 88th Division  [لغات أخرى]‏, met troops from [103rd Infantry Division] VI Corps of Seventh Army at 1051 at Vipiteno, 9 miles south of Brenner."
16. ↑  Wallace, Linnel, Lt. Col., Commanding Officer, Summary History of the 289th Engineer Combat Battalion – WW II, 1990, U.S. Army Heritage and Education Center, Carlisle, PA
17. ↑  Zaloga & Dennis 2006.
18. ↑  Hastings 2005.
19. 1 2 3 4 5 6 7  Bedessem 1996.
20. 1 2  Keegan 1989.
21. ↑  Wendel، Marcus. "Heer". Axis History Factbook. مؤرشف من الأصل في 2013-06-06.
22. ↑  Grieshabe, Kirsten (20 Nov 2019). "Son of former German president stabbed to death while giving lecture in Berlin". Irish Independent (بالإنجليزية). PA Media. Archived from the original on 2019-11-21. Retrieved 2019-11-21.
23. ↑  "Angela Merkel: 'For us in Germany, it led ultimately to liberation from National Socialism'". Deutsche Welle. 5 يونيو 2019. مؤرشف من الأصل في 2020-03-05. اطلع عليه بتاريخ 2019-11-21.
24. ↑  Grieshaber، Kirsten؛ Rising، David (6 يونيو 2019). "From loss to liberation: How Germans view celebrations of Allied victory over their Nazi ancestors". شيكاغو تريبيون. أسوشيتد برس. مؤرشف من الأصل في 2019-06-11. اطلع عليه بتاريخ 2019-11-21.